# Декстер у темряві
«Декстер у темряві» (англ. Dexter in the Dark) — роман американського письменника Джеффа Ліндсея, написаний у 2007 році. Третя книга в серії про серійного вбивцю Декстера Моргана. Роману передувала книга  2004 року «Демон, що спить у Декстері», який ліг в основу телесеріалу «Декстер» у Showtime, а також роман «Добрий друг Декстер», його продовження 2005 року. Аудіокнига у виконанні Ніка Лендрума вийшла у вересні 2007 року
Перший роман у серії, присвячений дослідженню надприродних елементів, «Декстер у темряві», вийшов 18 вересня 2007 року в Сполучених Штатах і 3 жовтня 2007 року у Великій Британії. DVD 1-го сезону телесеріалу «Декстер» дає доступ до перших двох розділів книги «Декстер у темряві» при перегляді на комп'ютері, додатково показуючи, що книга спочатку була запланована до випуску на початку року.

## Сюжет
Декстер Морган розслідує подвійне вбивство в кампусі Університету Маямі, де знайшли спаленими та обезголовленими двох студенток. Їхні голови замінені керамічними головами биків. Щось у цьому змушує «Темного Пасажира» Декстера замовкнути, що є для нього нетиповим. Декстер змушений самостійно розкривати злочин. Коли відбувається серія подібних вбивств, члени таємничого культу починають переслідувати Декстера, вважаючи, що його темний пасажир становить для них загрозу.
Незабаром Декстер починає розмірковувати про Темного Пасажира, поступово усвідомлюючи, що це справжня сутність, можливо, нащадок стародавнього бога Молоха. Намагаючись відправити у відставку вбивцю, який переслідував його, Декстер лякається і не може довести справу до кінця. Незабаром він усвідомлює, що Темний Пасажир наділив його незвичайною впевненістю та майже надприродним сприйняттям світу; тепер, коли він зник, він вперше в житті відчуває себе вразливим. Декстер починає відчувати смуток і гнів — емоції, які колись були придушені Темним Пасажиром. Пропускаючи корисні підказки та натяки Темного Пасажира, Декстер живиться своїми новознайденими емоціями, щоб віднайти баланс у своєму житті, а також розгадати таємницю, що розгортається навколо нього.
Тим часом, постраждалі від жорстокого біологічного батька, пасинки Декстера, Астор і Коді Беннетт, розвинули схильність до вбивства, подібну до нього. Декстер має намір навчити їх «Кодексу Гаррі», який його прийомний батько використовував, щоб приховати свою темну натуру, змішатися з нормальними людьми і спрямувати свої соціопатичні потяги на те, щоб позбавити суспільство від вбивць, які заслуговують на смерть. Хоча Коді та Астор прагнуть вчитися, Декстер повідомляє їм, що вони ще не готові, і що їм потрібно ще багато років тренуватися, перш ніж вони зможуть заподіяти справжні людські страждання.
Секта викрадає Астор і Коді, тим самим змушуючи Декстера вступити з ними в бій. Однак незабаром культ захоплює Декстера через надприродне захоплення музикою. Попри те, що Декстер замкнений у тісній комірчині, йому вдається втекти та зустріти старого чоловіка, який є нинішньою реінкарнацією Молоха. Хоча Молох миттєво упокорює і лякає Декстера, він продовжує знущатися над злісним духом, який, у свою чергу, входить у трійцю і наказує принести їх у жертву в палаючій ямі. Декстеру вдається вийти зі стану трансу і відкрити вогонь по членах культу. Молох бере в заручники Астор і погрожує вбити її, але Коді встромляє йому в спину його ж ритуальний ніж.
Декстер нарікає, що через убивство в такому ранньому віці шлях Коді тепер стане складнішим. Минають тижні, і Декстер залишається наодинці з життям без свого Темного Пасажира. На своєму весіллі з Ритою Беннетт Декстер впадає в депресію від думок про те, яким болісним буде його життя у своїй банальності. Саме тоді повертається Темний Пасажир, викликаний безмірними стражданнями Декстера, і Декстер знову стає цілісним у фінальних абзацах роману.

## Стилістичні особливості
Це перша із серії «Декстер» Джеффа Ліндсі, яка не розповідається виключно від першої особи. Поряд з розповіддю Декстера від першої особи, роман містить розповідь від третьої особи з двох інших точок зору. Один — це людина на ім'я Спостерігач, член культу, який стежить за Декстером і спостерігає за ним. Інший — це міфічна, богоподібна сутність під назвою «ЦЕ» (виявлено, що це Молох), яка існувала з початку часів і багато в чому схожа на Темного Пасажира. ЦЕ отримує велике задоволення, вселяючись в істот як «пасажир» і змушуючи їх убивати, і працює над створенням інших вбивчих сутностей, подібних до себе, але незабаром обертається проти багатьох із них, змушуючи їх тікати. ЦЕ та їхні діти вступають у війну, і ЦЕ перемагають. Деякі діти ЦЕ, що залишилися, ховаються, побоюючись влади ЦЕ.